# 云水谣 (电影)
《雲水謠》是2006年的一部中国大陆和台湾合拍的电影，导演尹力，由兩岸三地多位知名演員聯合演出，2006年12月1日在中國大陸、香港、澳門、台灣公映。雲水謠故事是根据编剧之一的张克辉（台灣彰化人）的親身经历改编。本片片名是取自男女主角名字中的一個字（秋“水”跟碧“雲”）而來。

## 劇情介紹
最初的背景是1946年的台灣，年輕熱忱的醫學院學生陳秋水因緣際會下，來到富有的王醫師家擔任家庭教師，並與王家千金王碧雲一見鍾情，兩人很快墜入愛河並私訂終身。但適逢台灣局勢動盪，作為熱血青年的陳秋水為躲避白色恐怖迫害，從台灣輾轉赴大陸，自此兩個相愛的戀人被無情的現實分隔兩岸，唯有堅守著“等待彼此”的誓言相互思念對方。 
與臺灣失去聯絡的陳秋水，因思念母親徐鳳娘與戀人王碧雲而將名字改為徐秋雲。抗美援朝的口號響起，他奔赴朝鮮戰場擔任軍醫，在炮火的洗禮下，默默思念海岸對面的親人。此時他結識了單純可愛的戰地護士王金娣，就像他與碧雲一樣，這個小護士第一眼就愛上了陳秋水，開始了對他執著的追求，並在戰爭結束後鍥而不捨地找尋著他，甚至在聞知陳秋水已加入援藏醫療行列時，她也追到了世界的屋脊西藏去。 
陳秋水由於海峽兩岸的分隔，又幾度尋找王碧雲無果，杳無音訊，在這種絕望中，王金娣的真情如同一道曙光照亮了他，陳秋水最終在西藏與王金娣結婚了。 
此時身在臺灣的王碧雲則以兒媳的身份主動擔負起照顧陳秋水母親的重任，並從此開始了漫長而無望的等待，她發誓要用一生來尋覓愛人的蹤跡。直到1968年她終於得知了陳秋水的消息——陳秋水和妻子雙雙殉難西藏雪山。 
近60年過去了，一生未嫁的王碧雲已兩鬢斑白，但那段純真美好的愛情仍然深藏在她的心裏。此時她的侄女曉芮卻在西藏發現了陳秋水的蹤影…。

## 角色

### 領銜主演
| 演員   | 角色          | 角色介紹           |
| 陳 坤  | 陳秋水 徐秋雲 |                    |
| 陳 坤  | 陳昆侖        | 陳秋水與王金娣之子 |
| 徐若瑄 | 王碧雲        |                    |
| 李冰冰 | 王金娣        | 後改名「王碧雲」   |

### 主演
| 演員     | 角色   | 角色介紹   |
| 歸亞蕾   | 王碧雲 | （晚年）   |
| 秦漢     | 王庭武 | 王碧雲父   |
| 楊貴媚   | 徐鳳娘 | 陳秋水母   |
| 梁洛施   | 王曉芮 | 王碧雲姪女 |
| 張致恒   | 薛子路 |            |
| 朱茵     | 王太太 | 王碧雲母   |
| 余晉     | 王雨萌 | 王碧雲弟   |
| 索朗央金 | 卓 瑪  |            |

## 獎項
- 第29屆大眾電影百花獎（第17屆金雞百花電影節）「最佳女主角」獎
- 2007年中国大陆电影金鸡奖最佳故事片奖
- 2007年第12届华表奖

1. 优秀男演员奖-陈坤
2. 优秀女演员奖-李冰冰
3. 优秀故事片《云水谣》
4. 优秀电影技术奖 《云水谣》
5. 优秀导演
6. 优秀编剧

- 第44屆金馬獎「最佳女主角獎」（提名）

## 争议
因该剧涉及“二二八”，2006年曾傳出中华民国政府以该剧与事实不符、有统战嫌疑、中共重溫台獨政策自扇耳光等理由而拒绝剧组到台湾取外景，并在拍成后拒绝该片导演和主要演員赴台交流一事，但經立法委員向當時行政院院長蘇貞昌質詢，蘇貞昌表示「沒聽過這部電影」，間接否認有打壓該部電影來台攝製、交流一事。